# بريان بيلي
بريان بيلي (بالإنجليزية: Bryan Bailey)‏ (و. 1980  م) هو لاعب كرة سلة أمريكي، ولد في هيمبستيد، نيويورك، مركز لعبه هو هجوم خلفي.

## روابط خارجية
- بريان بيلي على موقع الدوري الأوروبي لكرة السلة (الإنجليزية)
- بريان بيلي على موقع كرة السلة الأوروبية.كوم (الإنجليزية)
- بريان بيلي على موقع كلية كرة السلة في سبورتس رفرنس.كوم (الإنجليزية)
- بريان بيلي على موقع ريلجم (الإنجليزية)
- بريان بيلي على موقع بروبوليرز (الإنجليزية)
- بريان بيلي على موقع سبورتس رفرنس (الإنجليزية)
- بريان بيلي على موقع سبورتس رفرنس (الإنجليزية)